# Leonard Torwirt
Leonard Torwirt (ur. 28 listopada 1912 w Wilnie, zm. 9 listopada 1967 w okolicach Ciechanowa) – polski artysta malarz, konserwator zabytków, scenograf, docent UMK w Toruniu.
Leonard Waldemar Torwirt, syn Wilhelma i Pauliny z Romejków. W latach 1927–1931 uczył się w wileńskiej Szkole Rzemiosł i Przemysłu Artystycznego kierowanej przez prof. Jerzego Hoppena ze specjalizacją w dziedzinie malarstwa dekoracyjnego. Następnie do 1936 pracował tam jako wykładowca technologii i technik malarskich. Studia malarskie uzupełnił na Wydziale Sztuk Pięknych  Uniwersytetu Stefana Batorego w latach 1938-1939. Współpracując m.in. z Bronisławem Jamonttem i Jerzym Hoppenem brał udział w konserwacji i wykonywaniu nowych malowideł na Wileńszczyźnie oraz w ewangelickim kościele garnizonowym w Warszawie. Od 1945 był związany z Uniwersytetem Mikołaja Kopernika w Toruniu. Był twórcą i kierownikiem Katedry Technologii i Technik Malarskich, gdzie uzyskał stanowisko docenta, pełnił funkcje prodziekana i dziekana Wydziału Sztuk Pięknych. Od 1951 współpracował również z Pracowniami Konserwacji Zabytków. W 1955 został współautorem nowoczesnej metody konserwacji szkła witrażowego (wraz z Wiesławem Domasłowskim i Edwardem Kwiatkowskim).
Leonard Torwirt zasłynął jako doskonały kopista obrazu Matki Boskiej Częstochowskiej. W 1957 na zlecenie prymasa Wyszyńskiego wykonał dwie repliki cudownego obrazu - jedną przeznaczoną dla papieża Piusa XII i drugą - tzw. Obraz Nawiedzenia, który w tym samym roku, mimo sprzeciwów władz PRL, rozpoczął peregrynację po polskich parafiach w ramach przygotowania duchowego polskiego Kościoła do Jubileuszu Tysiąclecia Chrztu Polski.
Leonard Torwirt jest również autorem kopii obrazu Matki Boskiej Częstochowskiej znajdujących się w "Amerykańskiej Częstochowie" w Doylestown, w katedrach w Gnieźnie i we Włocławku, kościele paulinów w Warszawie, łącznie ok. 15.

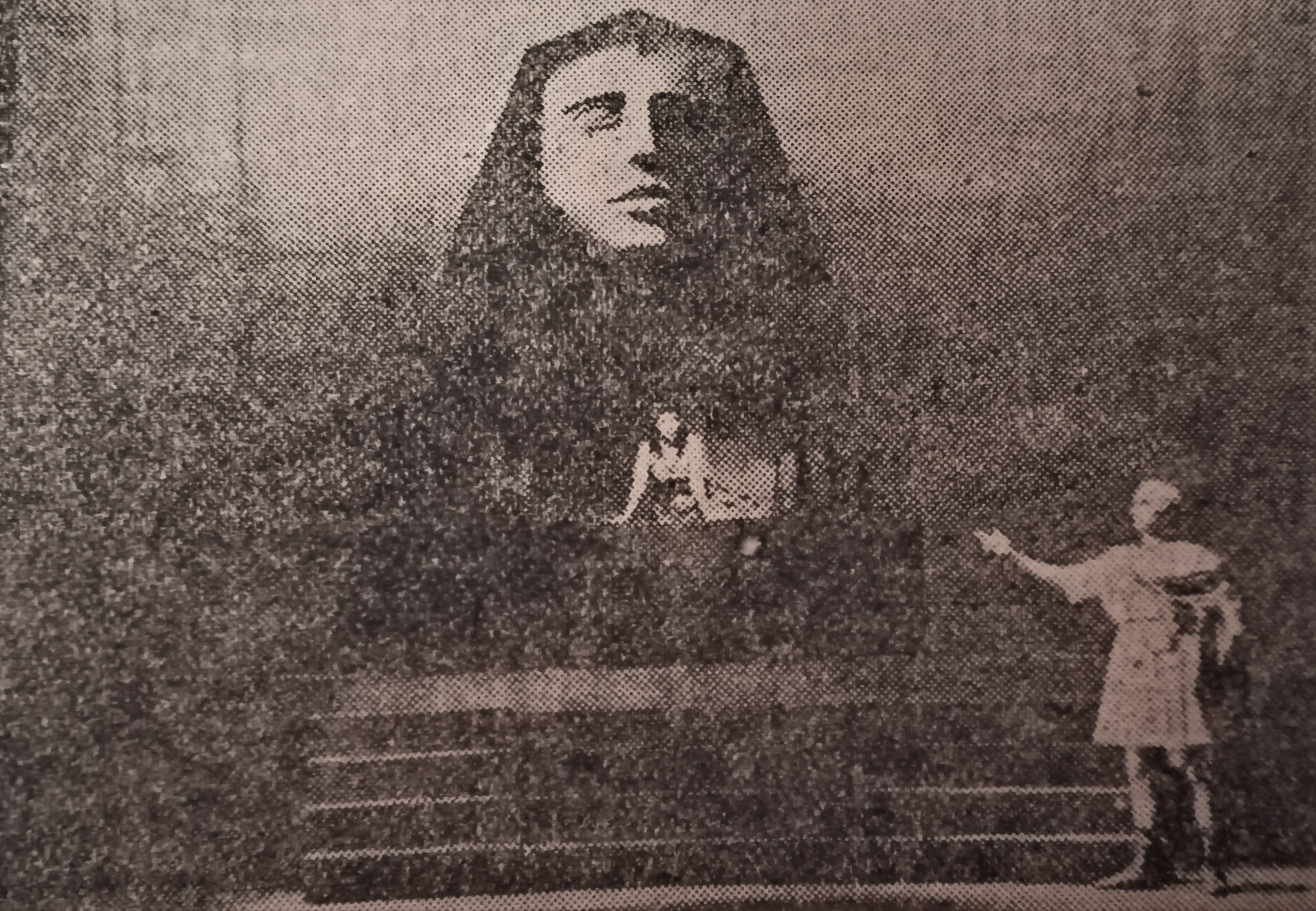
Scenografia Leonarda Torwirta do "Cezara i Kleopatry" autorstwa G. B. Shawa w teatrze w Toruniu (1948)

W okresie wileńskim i w pierwszych powojennych latach toruńskich był również scenografem. Wiele prac, w tym malowidła ścienne w kościołach m.in. w Witkowie, Pobiedziskach i Powidzu koło Gniezna, w Kcyni, w farze w Złotowie, kościele śś. Piotra i Pawła w Toruniu Podgórzu i u Paulinów w Warszawie, projekty ołtarzy (kościół św. Mikołaja w Grudziądzu), konserwacja malowideł ściennych w Polsce (m.in. kościół św. Jana w Toruniu) i w Bułgarii, jak również projekty teatralne wykonywał wraz z żoną, Anną Torwirt z d. Rudak (1916-1992), również absolwentką wileńskiej uczelni, która następnie z powodzeniem kontynuowała działalność męża w dziedzinie kopiowania obrazu jasnogórskiego (także ok. 15 kopii, w tym w kaplicy polskiej bazyliki św. Piotra w Rzymie). Obecnie czyni to również ich córka, Anna Maria Torwirt (m.in. kopie w kościele św. Jacka w Chicago i w kościele Mariackim w Toruniu).
Leonard Torwirt zginął w wypadku samochodowym jadąc do rozpoczętych prac nad polichromią wnętrza kościoła w Janowie k. Sokółki. Został pochowany na Cmentarzu św. Jerzego w Toruniu. 